# 九州共立大学
九州共立大学（きゅうしゅうきょうりつだいがく、英語: Kyushu Kyoritsu University）は、福岡県北九州市八幡西区自由ケ丘1-8に本部を置く日本の私立大学。1947年創立、1965年大学設置。大学の略称は九共大（きゅうきょうだい）、共立大（きょうりつだい）、共立（きょうりつ）、K.K.U.。

## 概観

### 大学全体
九州共立大学は1947年（昭和22年）に創設された福原高等学院を前身としており、1965年（昭和40年）に経済学部のみの単科大学として開学。2006年（平成18年）には系列校である九州女子短期大学の体育科を九州共立大学のスポーツ学部に改組転換。2024年（令和6年）現在、2学部2学科体制で教育・研究活動を行っている。2025年（令和7年）には創立60周年を迎え、卒業生の数は3万人以上になる。

### 建学の精神
福原学園の創設者である福原軍造が説いた「自律処行（自らの良心に従い、事に処し善を行う / Self-Discipline and Self-Reliance）」が学是であり、建学の精神である。

### 教育および研究
キャリア教育プログラムが必修の授業に組み込まれており、1年次から始まる「キャリア基礎演習」から体系的に就業支援教育が行われている。研究においては「体育および身体教育学関連」の区分が盛んであり、部活動には「アダプテッドスポーツ研究部」や「学生トレーナー部CARE」がある。

### 学風および特色
スポーツが盛んな大学である。また、地域社会における教員養成機関としての役割を担っている。小学校教諭、中学校教諭（社会）・（保健体育）、高等学校教諭（地歴・公民）・（商業）・（保健体育）、養護教諭の免許状が取得できる。

## 基礎データ

### 所在地
- 所在地: 福岡県北九州市八幡西区自由ケ丘1番8号
- 最寄駅: 折尾駅（）

### アクセス
- 博多駅より特急で約30分、快速で約45分
- 小倉駅より特急で約15分、快速で約25分

### ロゴマーク
- 九州共立大学の頭文字である、「K」をモチーフとしたデザイン。スポーツが盛んな様子を青色に表し、スポーツの爽やかさを表現。

### キャッチフレーズ
- 「未来をつかむチカラを、共に」

## 沿革
戦後間もない1947年に洋裁学校として福原高等学院が本科・研究科・師範科・速成科の4学科で開校。1950年に新学制への移行措置に伴い福原高等学校となった。その後学園創設者である福原軍造は「真の教育は揺るぎない建学の精神をもった私学でなければ実現することが出来ない」という信念から一貫性のある学風を確立するため1965年に九州共立大学を創立した。

### 年表
- 1947年（昭和22年）
  - 財団法人福原学園 創立
  - 福原高等学院 開校
- 1965年（昭和40年）
  - 4月 - 九州共立大学 開学（経済学部経済学科）
- 1966年（昭和41年）
  - 4月 - 経済学部第二部開設
- 1967年（昭和42年）
  - 4月 - 工学部開設（機械工学科、電気工学科、土木工学科、建築学科）
- 1968年（昭和43年）
  - 4月 - 経済学部に経営学科増設
- 1975年（昭和50年）
  - 3月 - 附属図書館竣工
- 1979年（昭和54年）
  - 4月 - 工学部に環境化学科、開発学科増設
- 1983年（昭和58年）
  - 情報処理センター竣工
- 1985年（昭和60年）
  - 4月 - 九州共立大学福原鶴鳴記念館（総合体育館）竣工
- 1991年（平成3年）
  - 11月 - 自由ケ丘会館竣工
- 1994年（平成6年）
  - 4月 - 生涯学習研究センター、健康教育研究センターおよび情報処理教育研究センターを設置。
- 1995年（平成7年）
  - 7月 -  耕技館（新体育館）竣工、環境分析研究センター設置
- 1997年（平成9年）
  - 10月 -  深耕館（工学部機器センター）竣工
- 2001年（平成13年）
  - 4月 - 大学院・工学研究科修士課程（機械生産システム工学専攻、電子情報工学専攻、都市システム工学専攻、環境システム学専攻）開設
  - 4月 - 工学部電気工学科、開発学科をそれぞれ電気電子情報工学科、 開発学科を地域環境システム工学科に改組。
- 2003年（平成15年）
  - 4月 - 大学院・工学研究科博士課程（機械電子システム工学専攻、環境都市システム工学専攻）開設。
- 2005年（平成17年）
  - 4月 - 工学部機械工学科、電気電子情報工学科をメカエレクトロニクス学科、情報学科に再編。土木工学科、地域環境システム工学科、環境化学科をそれぞれ都市システム工学科、環境サイエンス学科、生命物質化学科に改称。
- 2006年（平成18年）
  - 4月 - スポーツ学部スポーツ学科開設
  - 「生命物質化学科」および「環境サイエンス学科」を平成19年度からの募集を停止。
- 2007年（平成19年）
  - 4月 - 環境土木工学科開設。
  - 2008年以降、工学部の募集を停止することが決定。
- 2009年（平成21年）
  - 経済学部経済学科と経済学部経営学科を経済学部経済・経営学科に改組。
- 2011年（平成23年）
  - 3月 - 大学院・工学研究科廃止。
- 2012年（平成24年）
  - 3月 - 福原学園屋内公認温水プール棟
  - 7月 - サッカー場、ラグビー場全面人工芝が竣工
- 2014年（平成26年）
  - 女子学生専用ルーム「さくらルーム」竣工
- 2015年（平成27年）
  - 10月 - 九州共立大学創立50周年記念式典を挙行
- 2017年（平成29年）
  - 地域連携推進センター開設
- 2018年（平成30年）
  - 4月 - 大学院・スポーツ学研究科 スポーツ学専攻を設置。
- 2019年（平成31年）
  - 4月 - 経済学部に地域創造学科を開設
- 2020年（令和2年）
  - 4月 - スポーツ栄養研究センター設置
- 2022年（令和4年）
  - 4月 - 大学院・経済・経営学研究科 経済・経営学専攻 設置。
- 2024年（令和6年）
  - 4月 - スポーツ学部 こどもスポーツ教育学科開設

## 学部・学科
- 経済学部
  - 経済・経営学科【募集定員360名】
    - データサイエンス領域
    - 生活経済領域
    - 金融・会計領域
    - 公共マネジメント領域
    - スポーツビジネス領域
    - 経営管理領域

  - 地域創造学科【募集定員50名】
    - 地域政策コース
    - 観光まちづくりコース
- スポーツ学部
  - スポーツ学科【募集定員220名】
    - アスリートマネジメントコース
    - スポーツ教育コース
    - スポーツトレーナーコース
    - スポーツ政策コース

  - こどもスポーツ教育学科【募集定員50名】
- かつて設置されていた学部
  - 経済学部第二部【2003年度募集停止】
  - 工学部【2008年度募集停止】

## 大学院
- 経済・経営学研究科
  - 経済・経営学専攻
- スポーツ学研究科　
  - スポーツ学専攻

## 学生生活

### 取得できる免許
経済学部
- 経済・経営学科
  - 小学校教諭一種免許状
  - 中学校教諭一種免許状
    - 「社会」

  - 高等学校教諭一種免許状
    - 「商業」「地理歴史」「公民」

スポーツ学部
- スポーツ学科
  - 小学校教諭一種免許状
  - 中学校教諭一種免許状
    - 「保健体育」

  - 高等学校教諭一種免許状
    - 「保健体育」

  - 養護教諭一種免許状

### 目指せる免許
- 中学校・高等学校の教職課程を履修の上、教育提携を行う姫路大学教育学部こども未来学科通信教育過程にて所定の科目を修得することで小学校教諭一種免許に必要な単位を取得出来る。

### 目標とする資格
- 経済学部
  - 総合旅行業務取扱管理者＜国＞
  - 国内旅行業務取扱管理者＜国＞
  - 日商簿記検定試験
  - ファイナンシャル・プランナー
  - 秘書検定
  - サービス接遇検定
  - TOEIC(R) LISTENING AND READING TEST

### 公務員採用試験・教員採用試験 対策
- K-CIP (Kyoritsu Career Improvement Program)
  - 公務員試験の対策講座を学内で受講することができる。講座は大学の講義として履修することができ、18単位まで卒業単位に含めることが可能。

### 資格試験合格奨励金
- 九州共立大学 後援会支援事業
  - 学生のスキルアップへの取り組みを支援するため資格試験合格者に奨励金を支給している。奨励金が支給される資格については大学ホームページに公開されている「資格試験合格奨励金一覧」より確認できる。

### 短期海外研修プログラム
- 福原学園国際交流・留学生支援室
  - 専門の相談員が留学の目的や滞在期間、費用などをヒアリング、一人ひとりに合わせて、提携大学と、その雰囲気を紹介し、相談に乗りながら留学先を決定します。

### 福利厚生
- 自由ケ丘会館（ツインホール）
  - 1階 共立キッチン
  - 2階 クローバーカフェ
  - 2階 紀伊國屋書店（九州共立大学ブックセンター）
    - 教科書から一般書籍、各種雑誌まで取り扱っている書店。全ての商品を市価の5%引きで購入可能。文房具も取り扱っている。

  - 3階 女子学生専用ルーム「さくらルーム」
    - 休憩や食事はもちろん、化粧直しや着替えのできる「パウダールーム」完備。

  - 4階 多目的ホール
    - 400人以上が入れる大講義室。講義の他、様々なイベントでも使用される。

### 大学祭
- 毎年秋に「霜月祭」と呼ばれる大学祭が開催される。有名芸能人によるトークショーやのど自慢大会などさまざまな企画が用意されている。また、フェアトレード商品の販売といった開発途上国の生産者や労働者の生活改善のサポートも行われている。

### スポーツ
- 硬式野球部は、第30回明治神宮野球大会（1999年）にて優勝。福岡六大学野球連盟に加盟しており、最多優勝記録を樹立している。
- ラグビー部は、九州学生ラグビーリーグで優勝2回（2014・2019年）の戦績がある。
- 陸上競技部は、例年九州インカレの男女フィールド種目で優勝している。

### 県人会
- 沖縄県人会
- 山口県人会
- 佐賀県人会
- 宮崎県人会
- 鹿児島県人会

### 大学周辺
折尾駅から九州共立大学にかけて学園大通りと呼ばれる主要道路が整備されている。その学園大通り沿いには九州女子大学や産業医科大学といった学校が建ち並び藤原・大浦・医生ケ丘にかけて学生街を形成している。多数の飲食店のほか、スーパーマーケット等の小売店があるため、日常の買い物に困ることはない。2023年の秋には折尾駅にえきマチ1丁目がオープン。

## 部活動・サークル

### 体育会系
- 九州共立大学硬式野球部（男子）
- 陸上競技部
- サッカー部
- レスリング部
- 体操競技部
- 九州共立大学ラグビー部
- バスケットボール部
- バレーボール部
- 剣道部
- 柔道部
- 硬式庭球部
- 水泳部
- ソフトボール部
- 準硬式野球部
- ハンドボール部
- バドミントン部
- アダプテッド・スポーツ研究部
- 学生トレーナー部CARE
- スポーツエアロビック部
- ソフトテニス部
- 弓道部
- チアリーディング部

### 学術文化系
- 吹奏楽部：九州共立大学リバティ・ヒル・ウインズ
- 教職サークル
- 学生消防クラブ
- 軽音楽部
- ちょボラ部
- 旅と映画サークル（movel）

### その他のクラブ・サークル
- KKDフットサル部
- サッカーサークルF.F.C
- 健康運動指導士サークル
- 軟式野球サークル
- 空手同好会
- ECLAT
- ボウリング同好会
- バスケットボール同好会
- 合気道
- ESS
- 動研MOV
- 総研サークル クリエイト
- ボクシング愛好会
- ストリートダンス愛好会
- スクーバダイビング研究会

## 学内施設

### 陸上競技場
- 公式大会にも使用できる第3種公認競技場。
- 心理学の観点から好タイムが期待できる「ブルータン」を採用。

### 多目的グラウンド
- 2012年から人工芝を採用。
- 芝生には学園創立者の名字「FUKUHARA」と大学名の略称「K.K.U.」の文字が白で書かれている。

### 福原学園屋内公認プール
- 公式大会にも利用できる25m温水プール。

### 野球場
- 福岡6大学野球リーグの公式戦にも利用される野球場。この野球場からプロ野球の選手が誕生している。

### テニスコート
- 5面の全天候コート。

### 図書館
- 1階に保健センター
- 2階に学習支援センター
- 2階から3階にかけて図書館
- 4階に先進学修ラボ

### 自由ケ丘会館
- 1・2階に食堂、2階に売店・書店（紀伊国屋書店九州共立大学ブックセンター）、3階に生涯学習研究センター、4階に多目的ホールを備える。多目的ホールではプロボクシング興行が組まれることもある。

### 福原学園鶴鳴記念館
- 1985年4月に完成した体育館。球技用アリーナとスタンド席も完備した西日本でも有数の規模を誇る。当時bjリーグに所属していたライジング福岡の公式戦にも使用されたことがある。

## 対外関係

### 高大連携協定
- 福岡県立西田川高等学校
- 福岡県立ひびき高等学校

### 他大学との協定

#### 国内大学
- 放送大学
- 愛知東邦大学 連携校
- 中京学院大学 連携校
- 姫路大学 連携校
- 九州女子大学 系列校
- 九州女子短期大学 系列校

#### 国際交流
- 姉妹校提携協定等
- アメリカ合衆国
  - パシフィック・ルーサラン大学
  - ウィスコンシン大学スタウト校
- イギリス
  - アバリストウィス大学
- カナダ
  - リジャイナ大学
- オーストラリア
  - フリンダース大学
  - ビクトリア大学
- ニュージーランド
  - ユニテックニュージーランド
- メキシコ
  - モンテレイ工科大学ケレタロ校
  - イセックビジネス大学
- イタリア
  - ヴェネチア大学「カ・フォスカリ」大学
- タイ王国
  - チェンマイ大学
- フィリピン共和国
  - グリーン・インターナショナル・テクノロジカル・カレッジ
  - ラプラプセブ国際大学
- 大韓民国
  - 東西大学校
  - 慶南情報大学
  - 大邱大学校
- 中華人民共和国
  - 華東師範大学
  - 大連外国語大学
  - 大連科技学院
  - 上海海洋大学
  - 上海電力大学
  - 上海商学院
  - 上海交通大学継続教育学院
  - 上海師範大学天華学院
  - 上海工商外国語職業学院
  - 山東外国語職業技術大学
  - 広州工商学院
  - 内蒙古大学
  - 長沙学院
  - 皖江工学院
  - 厦門工学院
  - 青島求実職業技術学院
- 台湾
  - 静宜大学

### 包括的地域連携
- 岡垣町
- 水巻町
- 芦屋町
- 遠賀信用金庫
- 福岡県立社会教育総合センター
- 福岡県立少年自然の家「玄海の家」
- 福岡県立英彦山青年の家
- 遠賀町
- 宗像市
- 一般財団法人サンビレッジ茜
- 中間市

## 大学関係者

### 卒業生組織
同窓会名を自由ケ丘（じゆうがおか）と称している。由来はキャンパスの所在地が「自由ケ丘」だからである。
- 支部
  - 福岡支部
  - 北九州支部
  - 佐賀支部
  - 大分支部
  - 宮崎支部
  - 沖縄支部
  - 山口支部
  - 長崎支部
  - 鹿児島支部
  - 熊本支部
  - 広島東部支部
  - 愛媛支部

### 大学関係者一覧
- 九州共立大学の人物一覧

## 関連校
- 九州女子大学
- 九州女子短期大学
- 自由ケ丘高等学校
- 九州女子大学附属折尾幼稚園
- 九州女子大学附属自由ケ丘幼稚園
- 九州女子大学附属鞍手幼稚園